# Le Royaume du fleuve
Le Royaume du fleuve est le deuxième tome de la série de romans de Christian Signol La Rivière Espérance, publié en 1991.

## Résumé
Marchand et pourvu d'une troisième gabarre, c'est jusqu'à Bordeaux désormais que Benjamin Donadieu se rend à chaque descente. Bordeaux où l’on discute République et chemin de fer sur lequel règne les frères Pereire dont l’un a épousé Emeline. Père d’un premier enfant nommé Aubin né en 1844, Marie annonce à Benjamin qu’ils attendent un second enfant. Le suffrage universel pour les hommes est une réalité, la République s'est installée mais reste très fragile, le souvenir de l'empereur est encore vivace et il n'est pas toujours bon de s'exprimer librement sur ses opinions politiques. En 1851, le soulèvement républicain contre le coup d'État du prince Napoléon provoque une violente répression. Benjamin et Vincent le frère de Marie, qui font partie des insurgés, sont arrêtés. Vivien sera assigné à résidence dans une ferme en Dordogne et Benjamin sera déporté en Algérie ! Refusant de céder au désespoir, Marie, sa femme, lutte pour sauver l'entreprise familiale. Quolibets, mépris, suspicion, rien ne lui sera épargné lorsqu'elle reprend le commandement des gabares. Son obstination, son courage, sa maîtrise de la navigation sur le fleuve tumultueux lui valent bientôt le surnom de « la belle du Périgord ». Contacté par les réseaux républicains, Marie ne peut résister à apporter son appui et accepte de transporter des armes. Une descente de police quelques heures après le remise d’une cargaison lui révèlera qu’un de ces matelots était infiltré pour anéantir ces réseaux républicains mais lui avait laissé une chance parce qu’il l’aimait en informant trop tard la police. Condamné pour absence de permis maritime, Marie n’a pas d’autre choix que de s’arrêter à Libourne où l’attend Emeline un jour de printemps. Méfiante, Marie suit Emeline qui lui annonce qu’elle est parvenue à faire amnistier Benjamin et qu’il reviendra avant fin juin. Atteinte de phtisie, Emeline lui demande une dernière faveur : l’accompagner une dernière journée à Souillac, le village de son enfance. Impatiente à l’approche de l’échéance, Marie se lève une nuit pour se baigner dans les eaux de la Dordogne et découvre Benjamin en train de l’observer sur le bord de la rive.